# ランボルギーニ・SC18アルストン
SC18アルストン（SC18-ALSTON）は、イタリアの自動車メーカー、ランボルギーニが制作したワンオフのスーパーカーである。

## 概要
2018年に、ランボルギーニのモータースポーツ部門であるスクアドラ・コルセが製作した公道走行可能なワンオフモデルである。アヴェンタドールをベースとしており、エンジンはアヴェンタドールSVJと同様のV型12気筒エンジンを搭載する。
SC18は「スクアドラ・コルセ2018年製」を意味し、アルストンは顧客の息子の名前に由来している。 
ボディはグレーカーボンの「グリジオ・デイトナ」をベースに赤い「ロッソ・アラーラ」の装飾が入る。このデザインはウラカンGT3およびウラカンスーパートロフェオにインスピレーションを得たものである 。